# Acirsa morsei
Acirsa morsei là một loài ốc biển, là động vật thân mềm chân bụng sống ở biển thuộc họ Epitoniidae.